# Ридингер, Иоганн Элиас
Иоганн Элиас Ридингер (нем. Johann Elias Ridinger; 15 февраля 1698, Ульм — 10 апреля 1767, Аугсбург) — немецкий живописец-анималист, рисовальщик, гравёр в технике офорта и меццо-тинто, издатель. Считается одним из самых известных немецких рисовальщиков и гравёров животных, особенно лошадей, гончих и сцен охоты.

## Биография
Иоганн Элиас родился в семье художника; обучался у Кристофа Раша (1701—1716) в Ульме и Иоганна Фалька (1687—1727) в Аугсбурге, а затем продолжил своё художественное образование в Регенсбурге. После 1717 года он продолжил обучение гравированию в Аугсбургской академии художеств у Георга Филиппа Ругендаса. По приглашению Вольфа, барона фон Меттерниха (1706—1731), он провёл три года в Регенсбурге: посещения местной школы верховой езды и придворной охоты сыграли решающую роль в его работе художника.
Позже он основал в Аугсбурге собственное издательство, где было опубликовано большинство его офортов. В 1759 году Ридингер стал директором Художественной академии.
Художник скончался 10 апреля 1767 года в Аугсбурге. Его дело продолжили сыновья Мартин Элиас (1730—1780) и Иоганн Якоб (1735—1784). Позже издательство перешло во владение фирмы «Martin Engelbrechtsche Kunsthandlung», а в 1827 году — Иоганна Алоиса Шлоссера.
Гравюры Ридингера, которых насчитывается около тысячи шестисот, изображают животных, как правило, в естественной, пейзажной обстановке. Рисунки Ридингера также многочисленны, их часто переносили на изделия фаянса и фарфора. В 1817 году в Аугсбурге было начато издание гравюр под названием «Галерея Ридингерских животных и охоты» (Galerie Ridingerscher Tier- und Jagdstücke).

## Галерея
- Два леопарда, атакующие белого медведя. Холст, масло
- Королевская липпизанская лошадь. Холст, масло.
- Aвгуст III, король Польский, курфюрст Саксонский. Офорт
- Стая собак нападает на оленя на лесной поляне у реки. Ок. 1750. Офорт
- Опасный сон. Ок. 1740. Меццо-тинто, раскраска
- Сокольничий поднимает сову с земли. Офорт, резец
- Английский дог и булленбейсер. 1768. Офорт, раскраска